# Marta Obregón Rodríguez
Marta Maria de los Angeles Obregón Rodríguez (Corunha, 1 de março de 1969 – Burgos, 22 de janeiro de 1992) foi uma jovem estudante espanhola assassinada por resistir a uma tentativa de estupro. Ela é considerada serva de Deus pela Igreja Católica.

## Biografia
Marta Obregón Rodríguez nasceu em Corunha, ao norte da Espanha, em 1 de março de 1969. Em dezembro de 1970, mudou-se com sua família para Burgos.
Depois de terminar o ensino médio, estudou jornalismo na Universidade Complutense de Madrid, onde obteve sua Alma mater. Em Burgos, trabalhava de manhã e passava as tardes estudando no Clube Arlanza (pertencente ao Opus Dei). Participou também do Caminho Neocatecumenal.
Na noite de 21 de janeiro de 1992, ela foi sequestrada em frente à sua casa após retornar do Arlanza Club por um homem e levada para uma área remota da cidade. O agressor queria fazer sexo com ela, porém ela se opôs aos seus desejos. Ele então a atacou violentamente, mas ela se defendeu e não deixou o estupro acontecer. Ele então a esfaqueou 14 vezes no lado esquerdo, chegando a perfurar seu coração.
O corpo da jovem Obregón foi encontrado cinco dias após o assassinato. Segundo o laudo pericial, ela morreu na madrugada do dia 22 de janeiro. No corpo da vítima foram encontradas inúmeras escoriações e hematomas. O laudo afirma que os ferimentos surgiram em decorrência da defesa dela contra o agressor.

## Beatificação
A Arquidiocese de Burgos, ao tomar conhecimento da trajetória de Obregón, iniciou esforços para beatificá-la em vista do martírio que sofreu por defender sua castidade.
Em 28 de abril de 2007, a Congregação para as Causas dos Santos anunciou que a Santa Sé não via obstáculos para iniciar o processo de sua beatificação. A fase diocesana do processo foi iniciada em 14 de junho de 2011, pelo arcebispo Francisco Gil Hellín. Em 11 de fevereiro de 2019, toda a documentação reunida sobre o martírio da jovem Obregón foi recebida na Santa Sé para estudo.